# Diplotaxis poropyge
Diplotaxis poropyge är en skalbaggsart som beskrevs av Bates 1887. Diplotaxis poropyge ingår i släktet Diplotaxis och familjen Melolonthidae. Inga underarter finns listade i Catalogue of Life.